# Veronika Kánská
Veronika Kánská (* 12. října 1966 Praha) je česká herečka a knihovnice.
Svou hereckou kariéru započala ve svých šestnácti letech v roli Blaženy Škopkové v úspěšné komedii Slunce, seno, jahody. Režisér Zdeněk Troška ji poznal předtím při konkurzu na film Bota jménem Melichar, kam si ji ale nevybral. Hrála i v pokračování této komedie Slunce, seno a pár facek a Slunce, seno, erotika. Poté ztvárnila roli zdravotní sestry Lucie ve filmu Jaroslava Soukupa Discopříběh 2. V následujících letech se pokusila studovat na DAMU. Objevila se v několika dokumentárních filmech věnovaných natáčení trilogie Slunce, seno... a nějakou dobu jezdila se zájezdovým představením Heleny Růžičkové. K filmu se vrátila jen krátce v roce 2008 v televizním filmu Kanadská noc.
Dnes žije se svou rodinou v malé obci Končice nedaleko Chlumce nad Cidlinou. Má dvě děti, Adama a Annu.